# Comuna de Pabianice
Pabianice (polaco: Gmina Pabianice) é uma gminy (comuna) na Polónia, na voivodia de Lodz e no condado de Pabianicki.
De acordo com os censos de 2006, a comuna tem 5482 habitantes, com uma densidade 61,6 hab/km².

## Área
Estende-se por uma área de 88,57 km², incluindo:
- área agricola: 72%
- área florestal: 16%

## Demografia
Dados de 30 de Junho 2004:
|                      | Total   | Total | Mulheres | Mulheres | Homens  | Homens |
| -------------------- | ------- | ----- | -------- | -------- | ------- | ------ |
|                      | pessoas | %     | pessoas  | %        | pessoas | %      |
| População            | 5606    | 100   | 2847     | 50,8     | 2759    | 49,2   |
| Densidade (pop./km²) | 63,3    | 100   | 32,1     | 32,1     | 31,2    | 31,2   |

De acordo com dados de 2002, o rendimento médio per capita ascendia a 1826,62 zł.

## Subdivisões
- Bychlew, Gorzew, Górka Pabianicka, Hermanów, Jadwinin, Janowice, Konin, Kudrowice, Pawlikowice, Petrykozy, Piątkowisko, Rydzyny, Szynkielew, Świątniki, Terenin, Wola Żytowska, Żytowice.

## Comunas vizinhas
- Dłutów, Dobroń, Konstantynów Łódzki, Lutomiersk, Łódź, Pabianice, Rzgów, Tuszyn, Wodzierady